# 亚历克·凯斯勒
亚历克·克里斯托弗·凯斯勒（英語：Alec Christopher Kessler，1967年1月13日—2007年10月13日），美国NBA联盟前职业篮球运动员。他在1990年的NBA选秀中第1轮第12顺位被休斯顿火箭选中。